# 江子四
江子四（5世紀—548年），濟陽考城人，南北朝南梁官員。
江子四是東晉散騎常侍江統的七世孫，父親是奉朝請江法成，江子一是他的兄長；他歷任尚書金部郎，大同初年轉為右丞。他和兄長江子一一樣性情剛烈，曾經在擔任右丞時期上書得失，令梁武帝讚許，下令尚書詳細選擇施行；之後左民郎沈炯、少府丞顧璵因為上奏不獲准許，被武帝責罵，他就代替沈炯等人和武帝對答，言辭激昂，武帝生氣地命令旁人綁住他。江子四按着地不從，武帝亦不再生氣，就釋放他，但仍然連坐免職。侯景造反，包圍建鄴，他和江子一與弟弟江子五一同從承明門對抗敵軍，三人都因此戰死，朝廷追贈江子四為中書侍郎，後來梁元帝又追贈黃門侍郎，諡毅子。

## 引用
1. 1 2  《梁書·卷四十三·列傳第三十七》：江子一字元貞，濟陽考城人，晉散騎常侍統之七世孫也。父法成，天監中奉朝請。……弟子四，歷尚書金部郎。大同初，遷右丞。兄弟性並剛烈。子四自右丞上封事，極言得失，高祖甚善之，詔尚書詳擇施行焉。左民郎沈炯、少府丞顧璵嘗奏事不允，高祖厲色呵責之；子四乃趨前代炯等對，言甚激切，高祖怒呼縛之，子四據地不受，高祖怒亦止，乃釋之。猶坐免職。
2. 1 2  《南史·卷六十四·列傳第五十四》：江子一字元亮，濟陽考城人，晉散騎常侍統之七世孫也。父法成，奉朝請。……弟子四，曆尚書金部郎。大同初，遷右丞。兄弟性並剛烈。子四自右丞上封事，極言得失，武帝甚善之，詔曰：「屋漏在上，知之在下，其令尚書詳擇，施于時政。」左戶郎沈炯、少府丞顧璵嘗奏事不允，帝厲色呵責之。子四乃趨前代炯等對，對甚激切。帝怒呼縛之，子四乃據地不受。帝怒亦歇，乃釋之，猶坐免職。
3. ↑  《梁書·卷四十三·列傳第三十七》：及侯景反……子一乃退還南洲，復收餘衆，步道赴京師。賊亦尋至……（江子一）請與其弟子四、子五帥所領百餘人，開承明門挑賊。許之。子一乃身先士卒，抽戈獨進，群賊夾攻之，從者莫敢繼。子四、子五見事急，相引赴賊，並見害。詔曰：「故戎昭將軍、通直散騎侍郎、南津校尉江子一，前尚書右丞江子四，東宮直殿主帥子五，禍故有聞，良以矜惻，死事加等，抑惟舊章。可贈子一給事黃門侍郎，子四中書侍郎，子五散騎侍郎。」侯景平，世祖又追贈子一侍中，諡義子；子四黃門侍郎，諡毅子；子五中書侍郎，諡烈子。
4. ↑  《南史·卷六十四·列傳第五十四》：及侯景攻陷曆陽……子一乃退還南洲，收余眾步赴建鄴，見於文德殿。……及城被圍，開承明門出戰。子一及弟尚書左丞子四、東宮直殿主帥子五並力戰直前，賊坐甲不起。子一引矟撞之，賊縱突騎，眾並縮。子一刺其騎，騎倒矟折，賊解其肩，時年六十二。弟曰：「與兄俱出，何面獨旋。」乃免胄赴敵，子四矟洞胸死，子五傷脰，還至塹一慟而絕。……詔贈子一給事黃門侍郎，子四中書侍郎，子五散騎侍郎。侯景平，元帝又追贈子一侍中，諡義子；子四黃門侍郎，諡毅子；子五中書侍郎，諡烈子。